# تأمين الشيخوخة (إسرائيل)
يهدف تأمين الشيخوخة إلى ضمان الدخل الشهري الدائم مقيم في إسرائيل عند الشيخوخة. يستحقّ ذوو الدخل المنخفض قبض علاوة «تكملة الدخل».

## سن الشيخوخة
كل مواطن في إسرائيل وصل إلى سن الشيخوخة يستحق ان يحصل على (مخصصات الشيخوخة) وتهدف هذه المخصصات إلى ضمان شهري للمسن/ة في الدولة
| الرجال | 67 سنه |
| النساء | 62 سنه |

## مبالغ المخصصات
| للفرد/ة                                                          | 1,531 شيقل إسرائيلي جديد |
| للفرد/ة ابن/بنت 80 سنة او أكثر                                   | 1,617 شيقل إسرائيلي جديد |
| للزوج (المخصصات للزوج تتكون من مخصصات للفرد وايضا إضافة للزوجة ) | 2,301 شيقل إسرائيلي جديد |
| للزوج، الذي المستحق للمخصصات سنه                                 | 2,387 شيقل إسرائيلي جديد |
| للفرد/ة + ابن                                                    | 2,015 شيقل إسرائيلي جديد |
| للزوج + ابن إضافة من اجل الابن تدفع لواحد منكم فقط               | 2,785 شيقل إسرائيلي جديد |
| للفرد/ة +2 أبناء او أكثر                                         | 2,499 شيقل إسرائيلي جديد |
| للزوج + 2 أبناء او أكثر                                          | 3,269 شيقل إسرائيلي جديد |

مبلغ الإضافة مقابل ولد فقط للولدين الأولين
- مبلغ الإضافة مقابل كل واحد من الولدين 484 شيقل إسرائيلي جديد
- مبلغ الإضافة الأساسية مقابل زوج /زوجة 770 شيقل إسرائيلي جديد